# اچ‌ام‌اس هکتور (۱۸۶۲)
اچ‌ام‌اس هکتور (۱۸۶۲) (به انگلیسی: HMS Hector (1862)) یک کشتی بود که طول آن ۲۸۰ فوت ۲ اینچ (۸۵٫۴ متر) بود. این کشتی در سال ۱۸۶۲ ساخته شد.